# Thanasimodes
Thanasimodes là một chi bọ cánh cứng trong phân họ Clerinae. Chúng được Andrew Murray mô tả đầu tiên vào năm 1867.

## Các loài
Các loài trong chi được ghi nhận bao gồm:
- Thanasimodes cyaneopurpureus (Fairmaire, 1885).[5] Type locality: Mogadishu.[a] Initially placed in Opilo.[b]
- Thanasimodes desertorum (Lesne [fr], 1905).[6] Type locality: Iferouane.[7] Initially placed in Opilio.
- Thanasimodes dorsalis (H. Lucas, 1843)[8] Type locality: the north of Africa.[c] Initially placed in Opilo.
  - Syn. T. luteofasciatus Pic 1932
- Thanasimodes gigas (Laporte de Castelnau, 1836).[9] Type locality: Senegal.[d] Initially placed in Notoxus.
  - Syn. T. abdominalis (Fairmaire, 1891); T. tropicus (Klug, 1842)
- Thanasimodes insignis (Escalera [es], 1914).[10] Type locality: Kuraymat, Egypt.[e] Initially placed in Opilo.
- Thanasimodes metallicus Murray, 1867.[1] Type locality: Akwa Akpa.[f]
- Thanasimodes robustus (Boheman, 1851)[11] Type locality: Limpopo River.[g] Initially placed in Opilo.[b]

Các loài hóa thạch bao gồm:
- †Thanasimodes jantar Kolibáč, 1997. Type locality: Baltic amber, Russia, dating from the Priabonian.

Các loài trước đây thuộc chi này bao gồm:
- Menieroclerus nigropiceus (Kuwert, 1893) Martlett and Gerstmeier 2016[4]